# Eisenbahnbrücke Tongjiang–Nischneleninskoje
Die Eisenbahnbrücke Tongjiang–Nischneleninskoje (russisch Железнодорожный мост «Нижнеленинское — Тунцзян», chinesisch 同江铁路大桥) ist eine Eisenbahnbrücke über den Amur zwischen dem Ort Tongjiang im Norden der chinesischen Provinz Heilongjiang und dem Dorf Nischneleninskoje (russisch Нижнеленинское) in dem Jüdischen Autonomen Gebiet Russlands.
Sie ist die erste chinesisch-russische Eisenbahnbrücke in der Geschichte und führt über einen Strom, um den es in der jüngeren Vergangenheit noch bewaffnete Grenzkonflikte gegeben hat.

## Lage
Die Brücke steht etwa 180 km südwestlich von Chabarowsk, wo auch die nächste Brücke stromabwärts steht. Neben ihr gibt es noch eine Pontonbrücke, deren Pontons im Frühherbst hinter einem Damm geparkt werden. Im Winter wird sie bei genügender Kälte durch eine Eisstraße ersetzt. Stromaufwärts ist die nächste Brücke die 2019 eröffnete, 460 km Luftlinie entfernte Straßenbrücke zwischen Blagoweschtschensk und Heihe.
Auf chinesischer Seite ist die Brücke auf der Strecke über Tongjiang und Jiamusi mit Harbin verbunden. Auf russischer Seite ist sie über die die Strecke von Leninskoje nach Birobidschan (auf Streckenkilometer 8136) mit der Transsibirischen Eisenbahn verbunden.

## Zweck
Mit der Brücke soll vor allem Eisenerz aus dem Tagebau bei Kimkan im Jüdischen Autonomen Gebiet abtransportiert werden, der von der IRC Limited betrieben wird, einer Beteiligungsgesellschaft der Petropavlovsk PLC. Außerdem werden Kohle, Mineraldünger, Holz und andere Produkte nach China exportiert werden. In der Gegenrichtung wird vor allem Containerverkehr erwartet. Mit der Brücke soll auch der Grenzübergang Sabaikalsk / Manjur entlastet werden.

## Beschreibung
Die Eisenbahnbrücke ist 2215 m lang, davon entfallen 1886 m auf chinesisches und 329 m auf russisches Gebiet. Sie besteht aus 20 stählernen, parallelgurtigen Fachwerkträgern, die auf Betonpfeilern lagern. Die Pfeilerachsabstände (von Nord nach Süd) sind ungefähr 65 + 110 + 135 + 145 + 16 × 110 m. Die eingleisige Brücke ist mit einem Vierschienengleis auf einer Festen Fahrbahn für die chinesische Normalspur (1435 mm) und die russische Breitspur (1520 mm) ausgerüstet.
An die Strombrücke schließt sich auf chinesischer Seite eine 4979 m lange Vorlandbrücke aus Beton mit einem Schotterbett über den häufig überfluteten Amur-Bogen an. Einschließlich der Vorlandbrücke hat die Brücke somit eine gesamte Länge von 7194 m.

## Geschichte
Das Bauvorhaben wurde 2007 von Waleri Solomonowitsch Gurewitsch, dem Vize-Gouverneur des Jüdischen Autonomen Gebiets, auf der Messe für wirtschaftliche Zusammenarbeit in Harbin bekanntgemacht. Es sollte bis Ende 2010 fertiggestellt sein.
2013 wurde der Brückenbau in einem Abkommen zwischen China und Russland vereinbart.
Die Bauarbeiten begannen auf der chinesischen Seite im Februar 2014. 2018 war das Tragwerk des chinesischen Teils der Brücke fertig. Der russische Teil wurde 2019 abgeschlossen, danach begannen beide Seiten die Gleise zu verlegen.
Am 17. August 2021 waren auch diese Arbeiten beendet, so dass danach die erforderlichen Testfahrten beginnen konnten.